# Don de corps

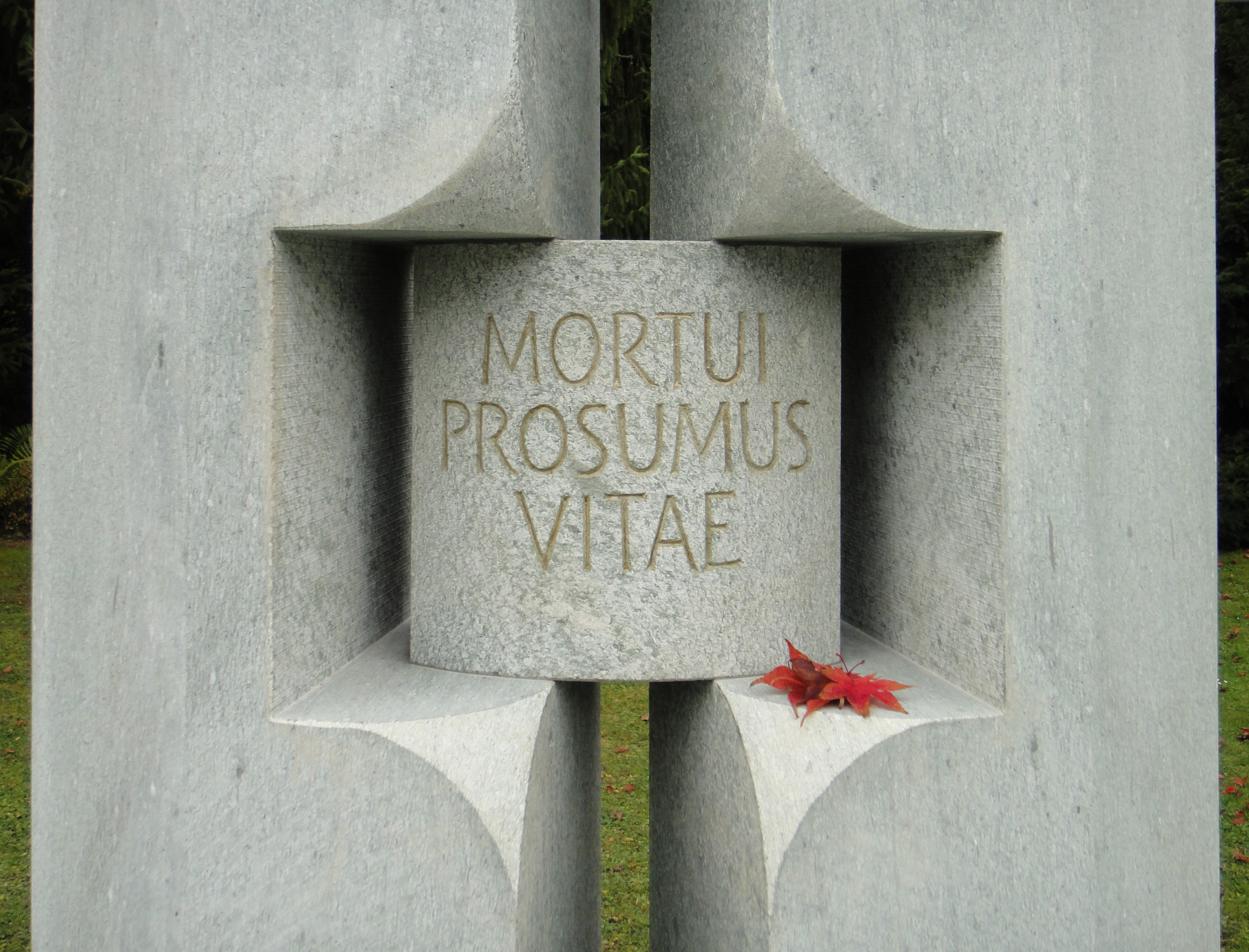
"Même dans la mort nous servons la vie" : inscription en latin sur une fosse commune dédiée aux donneurs de corps

Le don de corps (à la science) est le don d'un corps entier après la mort à des fins de recherche et d'enseignement. Les corps légués sont principalement utilisés pour l'enseignement médical et la recherche, où ils sont utilisés pour l'anatomie générale, l'anatomie chirurgicale, et pour les spécialisations médicales. Pendant longtemps, seules les facultés de médecine ont accepté les dons de corps ; maintenant, des programmes privés les acceptent également. Selon les besoins du programme en matière de corps, certains programmes acceptent les donneurs avec des particularités différentes.
Le don de corps est considéré comme important pour la compréhension du corps humain et pour le progrès de la science. Les facultés de médecine utilisent des corps entiers embaumés pour enseigner l'anatomie à leurs étudiants. Donner un corps n'a aucun coût; le programme de don fournit souvent une rémunération et/ou subviennent au coût de la crémation ou de l'inhumation une fois que le cadavre a été utilisé et rendu à la famille pour l'enterrement. Toute personne désireuse de donner son corps peut le faire en passant par un programme de don volontaire. Il peut être demandé, cependant pas toujours, de prendre des dispositions avec une faculté de médecine, une université ou un programme de don de corps avant sa mort. Les personnes peuvent demander un formulaire de consentement et il leur sera fourni des informations sur les directives et les procédures qui ont lieu après la mort du donneur potentiel.
Le don du corps est encore relativement rare ; aussi, afin d'essayer d'augmenter le nombre de dons, de nombreux pays ont mis en place différents programmes et réglementations autour du don de corps ou d'organes. Aux États-Unis, pour les programmes universitaires, une personne doit prendre la décision de donner ses restes avant sa mort et cette décision ne peut pas être effectuée par un avocat. Si une personne décide de ne pas donner son corps en entier, ou n'en est pas capable, il existe d'autres formes de don permettant de mettre à contribution son corps pour la science après sa mort ; celles-ci incluent le don d'organes et de tissus.

## France
En France, la législation se basait principalement sur l'article 3 de la loi du 15 novembre 1887 sur la liberté des funérailles, ainsi que l'article R. 2213-13 du Code général des collectivités territoriales. Le consentement est requis et plusieurs jurisprudences ont complété ces dispositions relatives au droit funéraire. Cependant, des juristes indiquent que l'encadrement judiciaire est très lacunaire sur ce point, comparé au don d'organes. Une refonte est demandée après la polémique révélée en 2019 sur un « charnier humain » et des mauvais traitements des cadavres à la faculté de médecine Paris-Descartes ; de plus, le centre pratiquait une tarification contraire au principe de non-marchandisation du corps. La ministre Frédérique Vidal demanda une enquête sur cette controverse et fit clarifier et moderniser la législation par la loi bioéthique de 2021 et un décret publié en avril 2022, spécifiquement sur les centres de don du corps, qui impose la création d'un comité d'éthique au sein des établissements.

## Royaume-Uni
Le don de corps au Royaume-Uni est régi par l'Autorité des tissus humains (en) (HTA) dans le cadre législatif du Human Tissue Act 2004 (en). La HTA autorise et inspecte les établissements, tels que les facultés de médecine, qui enseignent l'anatomie en utilisant les corps donnés. D'après la législation, un consentement écrit doit être donné avant la mort ; le consentement ne peut pas être donné par quelqu'un d'autre après la mort. L'âge minimal de consentement au don du corps au Royaume-Uni est de 17 ans.
La HTA informe les donneurs sur les endroits où donner et fournit des liens vers les informations relatives à chaque établissement, mais chaque établissement a ses propres directives quant au don de corps. La HTA fournit également des outils pour trouver des lieux où donner.

## États-Unis
Seul un parent proche reconnu aux yeux de la loi d'un mort peut fournir le consentement nécessaire à un don si le donneur ne l'a pas fourni à un programme spécifique avant sa mort.
Le don de corps n'est pas réglementé par une autorisation et une inspection du gouvernement fédéral ni de la plupart des états. Cependant, le projet de loi 5318 a été présenté le 31 juillet 2014 par le comité pour l'énergie et le commerce devant la Chambre des Représentants. Si ce projet est accepté tel qu'il est écrit, les Services Sanitaires et de Santé superviseront l'industrie. Toute entité (y compris les facultés de médecine américaines) seront sujettes à cette loi si des tissus passent des frontières entre les états.
Le droit légal qu'ont les personnes à choisir de donner leur corps est régi par le Uniform Anatomical Gift Act, qui a été largement adopté par la plupart des états. Les lois relatives au transport et à l'élimination des cadavres humains s'appliquent actuellement, indépendamment du projet de loi récemment déposé.
L'Administration Américaine des Banques de Tissus  (AATB) accrédite des programmes de recherche et d'enseignement sur les banques de tissus non-transplantés pour établir que le niveau de performance médicale, technique et administrative est supérieur ou égal aux normes de l'AATB. Les dons de corps entiers et la conservation d'organes non destinés à la transplantation demeurent un domaine avec un cadre législatif limité, et tandis que ce n'est pas une obligation légale, l'accréditation permet aux personnes qui choisissent de donner leur corps à la recherche médicale ou à des programmes d'enseignement de choisir un programme avec des normes de qualité élevées.
L'Association Américaine d'Enseignement et de Recherche Médicaux (AMERA) est un organe d'accréditation national reconnu par la profession aux États-Unis et qui accrédite des organismes qui utilisent des normes développés spécifiquement pour des organismes qui n'effectuent pas de greffes. Cela inclut les organismes de don de corps entier, les programmes universitaires d'anatomie, les biobanques et les utilisateurs de tissus humains. L'AMERA encourage les entreprises du secteur à obtenir une accréditation et à s'impliquer dans la mise en place de normes pour les organismes non-médicaux qui utilisent des tissus.
De nombreux programmes médicaux aux États-Unis tiennent dorénavant des cérémonies commémoratives mises en place par les étudiants pour les corps donnés, en signe de respect pour les donneurs et leurs familles, et pour donner une image positive du processus de don du corps.
Il existe de nombreux programmes privés de don du corps aux États-Unis. Chacun accepte des corps depuis certaines régions alentour. La plupart des programmes ont aussi des directives à propos des corps qu'ils acceptent ou non. En général ces programmes n'acceptent pas les corps positifs aux hépatites (A, B ou C), au VIH/SIDA, qui ont des antécédents d'usages de drogues, ou ayant un indice de masse corporelle extrême. Le processus d'embaumement augmente le poids du corps du donneur : ainsi, les corps ayant un IMC élevé peuvent ne pas être accepté dans le cadre de ces programmes car le poids du donneur pourrait ne pas être pris en charge après l'embaumement. Si un donneur a une maladie spécifique, non contagieuse, avant sa mort, et souhaite faire partie d'un programme d'étude, il peut contacter le programme de recherche idoine.

## Inde
En 1948, la Loi sur l'Anatomy (Anatomy Act) a été adoptée dans tous les états d'Inde. Celle-ci permet à des donneurs de donner leurs corps et que des corps soient récupérés pour la recherche médicale si personne ne les réclame sous 48 heures. D'une façon similaire aux États-Unis, l'Inde a également des directives sur les corps acceptés pour les dons. Parmi les corps qui ne peuvent pas être donnés il y a les corps avec le VIH/SIDA, les hépatites (A, B ou C), les organes greffés, les IMC extrêmes et les maladies de peau.
Certains dirigeants ont donné leur corps pour la recherche médicale, comme le leader communiste Jyoti Basu et le leader Jana Sangh Nanaji Deshmukh. De nos jours, la plupart des donneurs en Inde donnent leur corps après leur mort en signant un formulaire d'engagement accompagné de la signature de deux témoins.

### Religion
Les religions d'Inde soutiennent le don d'organes et de corps. Les religions hindouiste, bouddhiste, musulmane, et chrétienne soutiennent toutes l'idée du don d'organes ou de corps pour le progrès mondial. Le soutien de ces religions est prépondérant dans cette partie du monde en raison du nombre de personnes pratiquant activement leur religion.

## Motifs de la décision
La décision de devenir donneur de son corps est influencée par des facteurs tels que la conscience sociale, l'attitude culturelle et les perceptions du don du corps, l'attitude culturelle et les perceptions de la mort, la religion, et les perceptions de la relation entre l'esprit et le corps. Les études montrent que les donneurs sont principalement motivés par l'altruisme et leur désir d'aider le progrès des connaissances médicales et d'être utile après leur mort. Les autres raisons incluent le fait d'aider les générations futures, exprimer sa reconnaissance envers la vie et la bonne santé ou envers la médecine, éviter des funérailles ou éviter les déchets.
On considère généralement que la proposition d'une incitation financière afin d'augmenter le nombre de donneurs ou en remerciement des donneurs diminue l'acte de don et a un effet dissuasif. Cependant, une étude menée aux États-Unis montrant une corrélation entre le nombre de dons et les économies de frais funéraires offerts en compensation suggère qu'en réalité, ajouter une incitation pourrait avoir un effet persuasif sur les donneurs.

## Utilisation des dons
De nombreux corps donnés aux organismes sont utilisés pour la recherche scientifique et la formation médicale. Beaucoup de corps sont utilisés pour enseigner l'anatomie aux étudiants en médecine, mais ils sont également utilisés pour améliorer et créer de nouvelles technologies médicales. De nombreux programmes qui acceptent les dons de corps ont des affiliations de recherche spécifiques qui peuvent être vues sur les sites Internet de chaque programme. Ceux-ci incluent la recherche sur le cancer, la maladie d'Alzheimer et la recherche pour améliorer les procédures chirurgicales.
Ci-dessous figure une liste d'exemples de recherches menées avec des corps donnés :
- l'arthrite
- le diabète
- le cancer
- les prothèses de genou, hanche et épaule
- la formation paramédicale
- l'ablation de tumeurs
- les maladies cardiovasculaires
- le traitement des troubles de la colonne vertébrale
- les maladies neurologiques
- l'efficacité des airbags lors de crashs automobile à haute vélocité avec et sans ceinture de sécurité

Certains programmes acceptent des corps entiers mais distribuent les différentes parties du corps selon les besoins. Ceci permet de maximiser l'utilité du don. Ces programmes peuvent aider la recherche comme vu ci-dessus, la formation technique, et l'amélioration et la recherche des appareils médicaux.
Après que les corps ont été acceptés pour un don, il faut s'attendre à une période de 6 mois à 3 ans avant que le corps du donneur puisse être rendu à sa famille. Cette période dépend de l'embaumement, la recherche menée, et le nombre de corps qui ont été acceptés par le programme en même temps.